# Rap das Armas
"Rap das Armas" é uma canção de funk carioca, originalmente composta em 1995 pela dupla MC Júnior & MC Leonardo. Uma versão proibidão pela dupla Cidinho & Doca se tornou um hit internacional em 2008 e 2009. Apesar de fazer algum sucesso nos anos 90, a canção se tornou mais conhecida após ser incluída na banda sonora do filme Tropa de Elite em 2007. Um remix holandês tornou-se popular nos clubes europeus e alcançou o primeiro lugar na Holanda e Suécia.

## 1995: Primeira versão
A canção é considerada parte do funk carioca. Os MCs Júnior e Leonardo compuseram a canção em 1992, e gravaram inicialmente em 1995. A letra da canção começa como uma ode às belezas do Rio de Janeiro, para depois então, acrescentar o tema da violência causada por armas de fogo, sempre acompanhandos por títulos existentes de armamentos. Embora o texto apelasse à paz e fosse contra a violência, era ainda proibido por mencionar nomes de um grande número de armas, incluindo Intratec (uma pistola semi-automática), .45 ACP, FMK-3, Uzi, 7.62×51mm NATO e rifles 7.65×21mm Parabellum, granadas de mão, .44 Magnum, Beretta, Madsen (referida na canção como "caça andróides") e armas automáticas.
As pessoas têm que entender que o favelado sai de casa pra trabalhar e passa pelas armas, ele volta do trabalho e passa por armas. Ele vai deixar o filho no colégio e passa por armas, ele volta do supermercado e passa por armas. E a sociedade está preocupada com arma somente na hora da produção cultural. Somente na hora da diversão é que vão falar ‘mas não tem um fuzil ali no meio?’. O fuzil está ali mesmo sem o baile.
MC Leonardo em entrevista à Ponte Jornalismo.
Leonardo diz que o nome das armas vieram do fato dele trabalhar em uma banca de revistas à época. A base musical foi a canção "Your Love", do grupo britânico The Outfield, com o refrão sendo transmutando em uma imitação de metralhadora ("parapapapapapapapapapa"), que é cantado por Cidinho e Doca como participação especial.
Em 1996, outra dupla, Cidinho e Doca, popular à época pela canção "Rap da Felicidade", compuseram uma versão alternativa, que descreve a invasão de uma favela pelo BOPE. Esta versão foi criticada por Júnior e Leonardo por mudar a mensagem original, de um pedido de paz para intensa apologia à violência - inclusive levando Júnior e Leonardo a serem chamados pela polícia para depor, sendo liberados após ser comprovado que a dupla não tinha envolvimento nessa versão. Cidinho e Doca lançaram sua própria versão da canção sem Júnior e Leonardo. Também mudaram os nomes de algumas das armas de fogo citadas, acrescentando AR-15, calibre 12, pistolas 5,7×28mm, Uru, Glock, AK-47, rifle Winchester, M16, .50 e .30. MC Júnior e Leonardo criticaram a nova versão, afirmando que a mensagem que procuravam era o oposto, e a nova versão parecia elogiar a violência em vez de a criticar.
Cidinho e Doca não foram processados porque a versão não foi comercializada - qualificando-se como "proibidão", não podia ser tocada em rádio.

## 2007:Tropa de Elite
Em 2007, a canção foi usada no filme Tropa de Elite. O sucesso do filme levou a mais de 50 mil ringtones de "Rap das Armas" serem vendidos, e a trilha sonora, que incluía a versão de Júnior e Leonardo e uma regravação pelos mesmos, teve mais de 28 mil cópias vendidas. MC Júnior e Leonardo também aumentaram seu número de apresentações mensais. Mas a versão que se tornou mais popular foi a de Cidinho e Doca.

## 2008-2009: Remixes
Após o filme chegar a Portugal, DJs locais fizeram um remix da versão de Cidinho e Doca, que fizeram sucesso no país e outros locais da Europa. Uma versão pelo holandês DJ Quintino chegou ao topo da parada dos Países Baixos em Fevereiro de 2009. "Rap das Armas" fez ainda mais sucesso na Suécia, onde encabeçou a parada local por quatro semanas entre Junho e Agosto de 2009. Os torcedores do time de futebol Djurgårdens IF Fotboll cantam o refrão durante jogos.

## Outras versões
"Rap das Armas" recebeu muitas versões, remixes e paródias por disc jockeys europeus. Versões conhecidas incluem uma versão dance conhecida como Lucana Club Mix, um remix por Rockstarzz com a participação Antoine Montana e DJ Bo, "Parapapa" by DJ Jan (um remix em versão kuduro, um tipo de rap angolano) e uma paródia por DJ Maurice e Boldheadz, "Parapapaprika".

## Performance
| Parada (2008/2009) | Melhor posição |
| ------------------ | -------------- |
| Países Baixos      | 1              |
| Suécia             | 1              |
| Finlândia          | 12             |
| França             | 25             |
| Bélgica            | 30             |
| Suíça              | 79             |

## Prêmios e indicações
| Ano  | Prêmio                 | Categoria         | Resultado |
| ---- | ---------------------- | ----------------- | --------- |
| 1996 | MTV Video Music Brasil | Videoclipe de Rap | Indicado  |